# 従順群
従順群（じゅうじゅんぐん、英語: amenable group）は、局所コンパクト群の一種。

## フェルナー列による定義
離散群{\displaystyle G}が従順であるとは、空でない有限部分集合の列{\displaystyle \{S_{n}\}}が存在して、任意の元{\displaystyle g\in G}に対して
{\displaystyle \lim _{n\to \infty }{\frac {|gS_{n}\triangle S_{n}|}{|S_{n}|}}=0}
が成り立つことである（{\displaystyle gS_{n}\triangle S_{n}}は{\displaystyle gS_{n}}と{\displaystyle S_{n}}の対称差）。
また、このような列{\displaystyle \{S_{n}\}}を{\displaystyle G}のフェルナー列（フェルナーれつ、英: Følner sequence）という。